# Théologie de l'environnement
La théologie de l'environnement ou théologie environnementale (anglais : environmental theology) est un courant de la théologie et de la métaphysique qui questionne la relation entre Dieu et l'environnement, à la lumière des problèmes et des avancées contemporains de l'écologie.

## Arrière-plan
« The disclosure of God's relationship to the world is essential to an environmental theology. »

— Johnson, 1994 ; Rust, 1971.
Lynn White, Jr est généralement associé aux travaux de recherche sur la théologie de l'environnement, parce que son travail dans les années 1960 a déclenché un regain d'intérêt à grande échelle pour ce domaine. Son article « Les Racines Historiques de notre Crise Écologique » (1967) est le plus cité dans la revue de la littérature à ce sujet.
Les travaux en théologie de l'environnement regroupent habituellement deux lignes de pensée. Une première ligne concerne le système de croyance et l'autre le système de comportement. Il est généralement constaté que les documents étroitement liés à la théologie de l'environnement ne définissent pas directement le terme (Jacobus, 2001). Une distinction doit être faite : la théologie est un système de croyance et l'éthique est un système de comportement.

## Les bases de la théologie de l'environnement
La théologie de l'environnement inclut généralement une compréhension de la relation de Dieu à l'univers ou à la Création, et une cosmologie. Robert J. Jacobus divise les possibilités en trois conceptions de la relation physique de Dieu avec l'environnement. La première est que le Dieu créateur existe à l'extérieur du monde physique (Timm, 1994). La deuxième est que Dieu existe à l'intérieur de l'environnement (McFague, 1993, Tobias, 1994). La troisième conception stipule Dieu comme une entité n'existe pas (Berry, 1994 ; Callicott, 1994 ; Swimme, 1994 ; Wei-ming, 1994). Trois variantes de ces types de base peuvent être identifiées dans la littérature. La première est que la personne de Dieu pourrait être nettement séparée de l'environnement et exister aussi à l'intérieur de l'environnement (White, 1994). Une deuxième variante soutient que Dieu et la nature existent en tant déités séparées (Griffin, 1994). La troisième variante nie que Dieu soit une entité cognitive et conçoit l'environnement en tant que déité créatrice. Si Dieu est extérieur au Dieu-environnement, alors le Dieu Créateur est en relation avec l'environnement en tant qu'entité distincte, tandis que si Dieu est intérieur à l'environnement, on ne peut pas faire de distinction entre la personne de Dieu et l'environnement, et la notion de Créateur elle-même peut devenir problématique. Un point de vue mystique, commun à plusieurs traditions religieuses qui unissent ces catégories, consiste à dire que Dieu crée en permanence l'univers, et que l'univers est une expression directe de l'être de Dieu, plutôt qu'un objet créé par Dieu en tant que sujet.
Du point de vue environnemental, les visions du monde correspondantes sont que (1) la nature est créée, (2) la nature est divine et (3) la nature est émergente. Trois théologies de l'environnement émergent, (1) Dieu existe éternellement et l'environnement est la création de Dieu, (2) l'environnement est Dieu (Nelson, 1990) et (3) l'environnement a émergé de conditions physiques (Fraley, 2000). Mais Robert S. Corrington va jusqu'à dire que Dieu est une propriété émergente du cosmos lui-même.
Il n'y a pas de distinction claire entre la théologie de l'environnement et l'écothéologie, bien que le terme de théologie environnementale pourrait désigner une théologie dans laquelle l'éthique de l'environnement est mise en place avant la compréhension de la signification de Dieu.

#### En anglais
- Baudin Frederic (2019), Ecology and the Bible, Hendrickson.
- Berry, T. (1994). Ecological geography. In M. E. Tucker & J. A. Grim (Eds.), Worldviews and ecology (pp. 228–237). Maryknoll, NY: Orbis Books.
- Callicott, J. B. (1994). Toward a global environmental ethic. In M. E. Tucker & J. A. Grim (Eds.), Worldviews and ecology (pp. 30–40). Maryknoll, NY: Orbis Books.
- Fraley, L. E. (2000). General behaviorology. Morgantown, WV: NextPrint.
- Griffin, D. R. (1994) Whitehead’s deeply ecological worldview. In M. E. Tucker & J. A. Grim (Eds.), Worldviews and ecology (pp. 190–206). Maryknoll, NY: Orbis Books.
- Jacobus, R. J. (2001). Defining environmental theology: Content analysis of associated literature. Master’s thesis. West Virginia University, Morgantown.
- Jacobus, R. J. (2004). Understanding environmental theology: A summary for environmental educators. The Journal of Environmental Education, 35(3) 35-42.
- McFague, S. (1993). The Body of God. Minneapolis, MN: Fortress Press.
- Nelson, R. H. (1990). Unoriginal sin. Policy Review, 53, 52-60.
- Swimme, B. (1994). Cosmogenesis. In M. E. Tucker & J. A. Grim (Eds.), Worldviews and ecology (pp. 238–242). Maryknoll, NY: Orbis Books.
- Timm, R. E. (1994). The ecological fallout of Islamic creation theology. In M. E. Tucker & J. A. Grim (Eds.), Worldviews and ecology (pp. 83–95). Maryknoll, NY: Orbis Books.
- Tobias, M. (1994). Jainism and ecology. In M. E. Tucker & J. A. Grim (Eds.), Worldviews and ecology (pp. 138–149). Maryknoll, NY: Orbis Books.
- Wei-ming. T. (1994). Beyond the enlightenment mentality. In M. E. Tucker & J. A. Grim (Eds.), Worldviews and ecology (pp. 19–29). Maryknoll, NY: Orbis Books.
- White, L., Jr. (1967). The historical roots of our ecological crisis. Science, 155, 1203-1207.
- White, R.A. (1994). A Baha’i perspective on an ecologically sustainable society. In M. E. Tucker & J. A. Grim (Eds.), Worldviews and ecology (pp. 96–112). Maryknoll, NY: Orbis Books.

#### En français
- Frédéric Baudin, La Bible et l'écologie, Excelsis, 2020 (2ème édition revue et augmentée).
- Édouard Boné, « Pour une « théologie » de l'environnement », Revue théologique de Louvain, vol. 2, no 2,‎ 1971, p. 145-165 (lire en ligne, consulté le 14 mai 2017).
- Maurice Boutin, « La lecture écologique de la Bible et ses apories », dans José A. Prades, Jean-Guy Vaillancourt, Robert Tessier, Environnement et Développement, Montréal, Fides, 1991 (ISBN 9782762115444).
- Frédéric Louzeau, « Sciences environnementales et théologie : le cas exemplaire de l'encyclique Laudato Si’ », Annales des Mines – Responsabilité et environnement, no 83,‎ 2016, p. 82-86 (lire en ligne, consulté le 14 mai 2017).
- François-Xavier Maigre, « Mgr Stenger : « Revisiter notre théologie de la Création pour en saisir toute la substance » », sur La Croix, 26 juillet 2010 (consulté le 14 mai 2017).
- Isabelle Marc-Bousquet, « Théologie et environnement » [PDF], sur Centre Hâ 32, 14 octobre 1999 (consulté le 14 mai 2017).
- Alain Nisus, « Jalons pour une théologie de l'environnement » [PDF], sur www.missionbiblique.org (consulté le 14 mai 2017).
- Isacco Turina, « L'Église catholique et la cause de l'environnement », Terrain, no 60,‎ 2013, p. 20-35 (lire en ligne, consulté le 14 mai 2017).